# Юзес, Мари-Франсуа-Эмманюэль де Крюссоль
Мари-Франсуа-Эмманюэль де Крюссоль (фр. Marie-François-Emmanuel de Crussol; 30 декабря 1756, Париж — 6 августа 1843, Боннель (Ивелин), герцог д'Юзес — французский генерал и первый светский пэр Франции.

## Биография
Сын Франсуа-Эмманюэля де Крюссоля, герцога д’Юзеса, и Мадлен-Жюли-Виктуар де Пардайян-Гондрен д’Антен.
Первоначально титуловался герцогом де Крюссолем.
В 1769 году получил доступ в Палату короля. Второй полковник Беррийского кавалерийского полка (апрель 1780).
Эмигрировал вместе с семьей, стал рыцарем ордена Святого Людовика и лагерным маршалом в армии принцев. В марте 1797 прибыл ко двору в Петербург, где находилась его свояченница Луиза-Эмманюэль де Шатийон.
При Реставрации 4 июня 1814 стал пэром Франции, как наследник первой светской пэрии королевства, и был произведен в генерал-лейтенанты армий короля.
Добился реституции семейных владений, конфискованных при революции и обращенных в национальные имущества, в особенности герцогского замка Юзес и владения Боннель под Парижем.
30 мая 1825 пожалован в рыцари орденов короля.
В Палате пэров неизменно голосовал с ультрароялистами, на процессе маршала Нея высказался за смерть. Противник конституционного режима, поддерживал все репрессивные меры, отказался присягать Июльской монархии и покинул палату, согласно закону от 30 августа 1830.

## Семья
Жена (31.03.1777, Париж): Амабль-Эмили де Шатийон (1761—1840), дочь герцога Луи-Гоше де Шатийона и Адриенны-Эмили-Фелисите де Лабом-Леблан, последняя представительница рода
Дети:
- Адриен-Франсуа-Эмманюэль (15.11.1778—1.04.1837), герцог де Крюссоль. Жена (19.01.1807): Катрин-Виктюрньена де Рошешуар-Мортемар (4.06.1776—1809), дочь Виктюрньена-Жана-Батиста де Рошешуара, герцога де Мортемара, и Анн-Катрин-Габриели д’Аркур
- Теодорик (р. 12.03.1782)
- Селестин Зоэ Эмманюэль Тимаретта (1785—6.04.1866). Муж (17.04.1804): Бонабе-Жан-Катрин-Алексис де Руже (1778—1839), пэр Франции